# Offenbach-Kaiserlei
Kaiserlei er en bydel i Offenbach am Main. I december 2015 havde Kaiserlei omkring 3.250 indbyggere.